# Compton (Album)
Compton (auch Compton: A Soundtrack by Dr. Dre) ist das dritte Studioalbum des US-amerikanischen Rappers und Musikproduzenten Dr. Dre. Es wurde am 7. August 2015 über die Labels Aftermath Entertainment und Interscope Records veröffentlicht. Vorerst erschien das Album nur über Apple Music und iTunes in digitaler Form. Die CD-Version wurde am 21. August 2015 veröffentlicht.

## Hintergrund
Bereits seit 2004 wurde Dr. Dres drittes Studioalbum mit dem Titel Detox angekündigt, dessen Veröffentlichung aber aus diversen Gründen immer wieder verschoben wurde. Am 1. August 2015 gab Dr. Dre schließlich bekannt, dass er Detox nicht veröffentlichen werde, da es ihn schlichtweg nicht vollends überzeugt habe. Stattdessen kündigte er für den 7. August 2015 sein finales drittes Studioalbum Compton: A Soundtrack by Dr. Dre an. Das Album sei von dem ebenfalls 2015 veröffentlichten Film Straight Outta Compton inspiriert und es wurde als sein „großes Finale“ beschrieben.

## Produktion
Dr. Dre fungierte bei dem Album als Executive Producer. Zudem waren an den Liedern die Musikproduzenten Dem Jointz, DJ Dahi, Focus…, DJ Premier, DJ Khalil, Bink!, Best Kept Secret, Cardiak, Trevor Lawrenc Jr., Winslow, Free School, D.R.U.G.S Beats, Theron Feemster, Curt Chambers, DJ Silk, Choc und BMB Spacekid beteiligt.

## Covergestaltung
Das Albumcover zeigt einen Blick über die Stadt Compton von einer Anhöhe aus, auf der der Schriftzug Compton aus weißen Buchstaben montiert ist. Am unteren Bildrand steht der Schriftzug A Soundtrack by Dr. Dre in Weiß.

## Gastbeiträge
Wie schon auf den beiden anderen Studioalben von Dr. Dre sind auch auf Compton eine Reihe weiterer Künstler zu hören. So sind die bei seinem Label Aftermath Entertainment unter Vertrag stehenden Rapper Eminem, Kendrick Lamar, Jon Connor und Justus mit Gastauftritten vertreten. Auch der bereits Anfang der 1990er Jahre von Dr. Dre entdeckte Rapper Snoop Dogg unterstützt ihn auf mehreren Liedern. Weitere Gastbeiträge stammen von den Musikern Anderson .Paak, King Mez, Marsha Ambrosius, Candice Pillay, BJ the Chicago Kid, Xzibit, Cold 187um, Ice Cube, The Game, Sly Pyper, Dem Jointz, Asia Bryant und Jill Scott. Auf den Songs One Shot One Kill und Just Another Day ist Dr. Dre selbst nicht zu hören.

## Titelliste
| #  | Titel                 | Künstler                                                  | Produzent                                                            | Länge |
| -- | --------------------- | --------------------------------------------------------- | -------------------------------------------------------------------- | ----- |
| 1  | Intro                 | Dr. Dre                                                   | Focus…, Dr. Dre                                                      | 1:15  |
| 2  | Talk About It         | Dr. Dre, King Mez, Justus                                 | DJ Dahi, Free School                                                 | 3:15  |
| 3  | Genocide              | Dr. Dre, Kendrick Lamar, Marsha Ambrosius, Candice Pillay | Dem Jointz                                                           | 4:26  |
| 4  | It’s All on Me        | Dr. Dre, Justus, BJ the Chicago Kid                       | Bink!, Dr. Dre                                                       | 3:47  |
| 5  | All in a Day’s Work   | Dr. Dre, Anderson .Paak, Marsha Ambrosius                 | DJ Khalil, DJ Dahi                                                   | 5:13  |
| 6  | Darkside/Gone         | Dr. Dre, King Mez, Marsha Ambrosius, Kendrick Lamar       | Darkside: Best Kept Secret, Dr. Dre Gone: D.R.U.G.S Beats, Dr. Dre   | 3:53  |
| 7  | Loose Cannons         | Dr. Dre, Xzibit, Cold 187um, Sly Pyper                    | Focus…, Trevor Lawrence Jr., Dr. Dre                                 | 4:13  |
| 8  | Issues                | Dr. Dre, Ice Cube, Anderson .Paak, Dem Jointz             | Focus…, Curt Chambers, Trevor Lawrence Jr., Theron Feemster, Dr. Dre | 3:41  |
| 9  | Deep Water            | Dr. Dre, Kendrick Lamar, Justus, Anderson .Paak           | Focus…, Cardiak, DJ Dahi, Dem Jointz, Dr. Dre                        | 5:11  |
| 10 | One Shot One Kill     | Jon Connor, Snoop Dogg                                    | Focus…, Trevor Lawrence Jr., Dr. Dre                                 | 3:25  |
| 11 | Just Another Day      | The Game, Asia Bryant                                     | Trevor Lawrence Jr., Theron Feemster                                 | 2:21  |
| 12 | For the Love of Money | Dr. Dre, Jill Scott, Jon Connor, Anderson .Paak           | Cardiak                                                              | 4:08  |
| 13 | Satisfiction          | Dr. Dre, Snoop Dogg, Marsha Ambrosius, King Mez           | Dem Jointz                                                           | 4:24  |
| 14 | Animals               | Dr. Dre, Anderson .Paak                                   | DJ Premier, BMB Spacekid (Add.)                                      | 3:47  |
| 15 | Medicine Man          | Dr. Dre, Eminem, Candice Pillay, Anderson .Paak           | Dem Jointz, Focus…                                                   | 4:14  |
| 16 | Talking to My Diary   | Dr. Dre                                                   | DJ Silk, Choc, Dr. Dre                                               | 4:23  |

## Rezeption

### Kritiken
Das Album erhielt überwiegend positive Kritiken. Die Seite Metacritic errechnete aus 36 Kritiken englischsprachiger Medien einen Schnitt von 82 %.
Bei laut.de erhielt das Album vier von möglichen fünf Punkten, wobei besonders die Gastbeiträge gelobt wurden. Oliver Marquart vom Onlineportal Rap.de kritisierte, dass die Songs nur langsam in Fahrt kämen und Dr. Dres Rap teils überambitioniert wirke. Spiegel Online bezeichnete das Album als „gleichzeitig Rückbesinnung und starbesetzte Leistungsschau“, das „über einige der stärksten Tracks, die Dre je produziert“ habe, verfüge. Das Internetportal der Süddeutschen Zeitung beschrieb Compton als „cineastisch“. Dr. Dre schaffe es, „Zeitgeist und Nostalgie miteinander zu vereinen.“
Laila Drewes von MZEE.com lobte vor allem den Titel All in a Day’s Work mit Anderson .Paak, bei dem „generell alle Parts ein harmonisches Wechselspiel zwischen den beiden Kaliforniern sind, welches man nicht besser hätte umsetzen können.“

### Auszeichnungen
Bei der Echoverleihung 2016 wurde Dr. Dre für Compton in der Kategorie „Künstler/Künstlerin/Gruppe Hip Hop/Urban (international)“ ausgezeichnet. Zudem wurde Compton bei den Grammy Awards 2016 in der Kategorie Best Rap Album nominiert, unterlag jedoch To Pimp a Butterfly von Kendrick Lamar.

## Kommerzieller Erfolg

### Chartplatzierungen
Das Album stieg auf Platz 4 in die deutschen Charts ein und konnte sich sechs Wochen in den Top 100 halten. Es erreichte außerdem Rang 1 in den britischen Charts und belegte Position 2 der US-Charts.
| ChartsChartplatzierungen       | Höchstplatzierung | Wochen |
| ------------------------------ | ----------------- | ------ |
| Deutschland (GfK)              | 4 (6 Wo.)         | 6      |
| Österreich (Ö3)                | 3 (4 Wo.)         | 4      |
| Schweiz (IFPI)                 | 1 (11 Wo.)        | 11     |
| Vereinigte Staaten (Billboard) | 2 (16 Wo.)        | 16     |
| Vereinigtes Königreich (OCC)   | 1 (12 Wo.)        | 12     |

| ChartsJahrescharts (2015)      | Platzierung |
| ------------------------------ | ----------- |
| Schweiz (IFPI)                 | 76          |
| Vereinigte Staaten (Billboard) | 45          |
| Vereinigtes Königreich (OCC)   | 54          |

### Auszeichnungen für Musikverkäufe
Das Album erhielt in den Vereinigten Staaten für mehr als 500.000 verkaufte Exemplare eine Goldene Schallplatte.
| Land/Region                  | Auszeichnungen für Musikverkäufe (Land/Region, Auszeichnung, Verkäufe) | Verkäufe |
| ---------------------------- | ---------------------------------------------------------------------- | -------- |
| Australien (ARIA)            | Gold                                                                   | 35.000   |
| Frankreich (SNEP)            | Gold                                                                   | 50.000   |
| Neuseeland (RMNZ)            | Gold                                                                   | 7.500    |
| Vereinigte Staaten (RIAA)    | Gold                                                                   | 500.000  |
| Vereinigtes Königreich (BPI) | Gold                                                                   | 100.000  |
| Insgesamt                    | 5× Gold ·                                                              | 692.500  |

Hauptartikel: Dr. Dre/Auszeichnungen für Musikverkäufe